# Maximilian Rossmann
Maximilian Christian Rossmann (Halberstadt, 6 mei 1995) is een Duits voetballer die doorgaans speelt als centrale verdediger. In september 2022 verruilde hij Viktoria Köln voor Kickers Offenbach.

## Clubcarrière
Rossmann speelde in de jeugd van Leu Braunschweig en Eintracht Braunschweig, voor hij in 2008 terechtkwam in de jeugdopleiding van VfL Wolfsburg. Bij deze club debuteerde hij in het seizoen 2014/15 in het tweede elftal, waarvoor hij tot vijf duels kwam. In februari 2016 maakte hij de overstap naar Alemannia Aachen. Gedurende de tweede seizoenshelft kwam Rossmann tot vijftien competitiewedstrijden. De verdediger verkaste in de zomer van 2016 naar Mainz 05, waar hij in het tweede elftal ging spelen. Hij fungeerde het seizoen grotendeels als basisspeler en na deze jaargang nam Sportfreunde Lotte hem transfervrij over. Rossmann tekende voor één jaar bij zijn nieuwe club.
In de zomer van 2018 maakte de Duitser transfervrij de overstap naar Heracles Almelo, waar hij zijn handtekening zette onder een verbintenis voor de duur van twee seizoenen, met een optie op een jaar extra. Tijdens zijn eerste seizoen was hij een vaste waarde voor Heracles, maar het jaar erop kwam hij veelvuldig op de reservebank terecht. De optie in zijn contract werd niet gelicht en Rossmann tekende voor twee seizoenen bij Viktoria Köln. Na dit contract stapte hij transfervrij over naar Kickers Offenbach. In oktober 2023 raakte hij zwaar geblesseerd aan zijn achillespees.

## Clubstatistieken
| Seizoen | Club               | Competitie           | Competitie | Competitie | Beker | Beker | Internationaal | Internationaal | Totaal | Totaal |
| Seizoen | Club               | Competitie           | Wed.       | Dlp.       | Wed.  | Dlp.  | Wed.           | Dlp.           | Wed.   | Dlp.   |
| ------- | ------------------ | -------------------- | ---------- | ---------- | ----- | ----- | -------------- | -------------- | ------ | ------ |
| 2014/15 | VfL Wolfsburg II   | Regionalliga West    | 5          | 0          | 0     | 0     | —              | —              | 5      | 0      |
| 2015/16 | VfL Wolfsburg II   | Regionalliga West    | 0          | 0          | 0     | 0     | —              | —              | 0      | 0      |
| 2015/16 | Alemannia Aachen   | Regionalliga West    | 15         | 0          | 0     | 0     | —              | —              | 15     | 0      |
| 2016/17 | Mainz 05 II        | 3. Liga              | 29         | 2          | 0     | 0     | —              | —              | 29     | 2      |
| 2017/18 | Sportfreunde Lotte | 3. Liga              | 19         | 1          | 0     | 0     | —              | —              | 19     | 1      |
| 2018/19 | Heracles Almelo    | Eredivisie           | 29         | 1          | 1     | 0     | —              | —              | 30     | 1      |
| 2019/20 | Heracles Almelo    | Eredivisie           | 8          | 2          | 1     | 0     | —              | —              | 9      | 2      |
| 2020/21 | Viktoria Köln      | 3. Liga              | 22         | 1          | 0     | 0     | —              | —              | 22     | 1      |
| 2021/22 | Viktoria Köln      | 3. Liga              | 25         | 1          | 1     | 0     | —              | —              | 26     | 1      |
| 2022/23 | Kickers Offenbach  | Regionalliga Südwest | 17         | 0          | 0     | 0     | —              | —              | 17     | 0      |
| 2023/24 | Kickers Offenbach  | Regionalliga Südwest | 4          | 1          | 0     | 0     | —              | —              | 4      | 1      |
| 2024/25 | Kickers Offenbach  | Regionalliga Südwest | 0          | 0          | 0     | 0     | —              | —              | 0      | 0      |
| Totaal  | Totaal             | Totaal               | 168        | 9          | 3     | 0     | 0              | 0              | 171    | 9      |

Bijgewerkt op 29 april 2025.